# Southern Channel Islands
Le Southern Channel Islands sono il gruppo più meridionale delle Channel Islands, composto da quattro isole: Santa Barbara, San Nicolas, San Clemente e Santa Catalina.
L'isola maggiore è Santa Catalina (194 km²), che è anche l'unica abitata stabilmente, con una popolazione di circa 3700 persone, distribuite nei comuni di Avalon e Two Harbors.
San Clemente e Santa Catalina appartengono alla contea californiana di Los Angeles, mentre Santa Barbara appartiene all'omonima contea e San Nicolas alla contea di Ventura.